# 入侵物种
入侵物種（英語：invasive species）是成功定殖在新栖息地并获得不对称竞争优势的外來物種。因为这些新归化的物种尚未与新栖息地的食物网形成平衡，往往没有食物链更上层的天敌来限制其种群数量，因此时常會繁殖過剩，對新環境原有的生态系统造成損害，并通过掠食、争夺食物和领地、传播疾病和颠覆植被等方式造成原生种的濒危甚至灭绝。入侵物種對棲息地生物多样性產生的負面影響会造成生態上、環境上和/或經濟上的損失。
這個名詞也可用於指某些本地物種，當人類將食物網改變，而導致其大量繁殖，造成破壞 - 例如在美國加利福尼亞州北部海岸，原本以紫海膽為食物的海獺受捕獵而數量大減，紫海膽得以大量繁殖，且大肆破壞當地的海帶森林。自20世紀起，入侵物種已成為嚴重的經濟、社會和環境的威脅。生物體進入已長期存在的生態系統是種自然現象，但由人類活動而促進的引入，把入侵的速度、規模和地理範圍大幅擴大。人類在幾千年來一直是偶然加上有意的物種傳播媒介，從早期人類遷徙即已開始，在地理大發現時期加速，並又在國際貿易活動中再度加速。入侵植物中的著名例子包括葛藤、安第斯蒲葦、常春藤、日本虎杖和黃星薊；入侵動物中的例子包括紐西蘭泥蝸、某些雙甲下綱（如水蚤）、野化家豬、穴兔、灰松鼠、家貓、鯉魚和矇眼貂。
一些流行的參考文獻也把智人——尤其是現代人類——稱為入侵物種，但學者對人類學習能力及其行為潛能和表型可塑性做廣泛的研究及了解，並不同意此種既定的分類。

## 術語學
所謂外來或是歸化物種，指的是那些原本不是，但已在本地定居的物種，這類對本地物種和生物多樣性構成威脅的物種通常被稱為入侵物種。“侵入性”一詞的定義模糊，而且通常具有很主觀主觀的意思。入侵物種可包括植物、動物、真菌和微生物，有的還是侵入人類棲息地（如農場和景觀）的本土物種。一些人把此名詞的範圍擴大，將在自然區域定居的原生或“本土”物種包括在內。所謂 “本土”，其定義有時也有爭議。例如野馬（現代馬）的祖先在北美洲進化並遷入歐亞大陸，之後在北美洲當地滅絕。但在1493年經人類的活動又返回北美洲，至於對它們進化時期的祖先而言，到底算是本地或是外來，存有爭議。
雖然可在生物學的許多子領域內進行入侵物種的研究，但大多數都放在生態學和地理學的領域，這兩個領域的生物入侵問題特別重要。針對入侵物種的研究，多數都受到英國生物學家查爾斯·艾爾頓在1958年出版的《動植物入侵生態學（The Ecology of Invasion by Animals and Plants）》的影響，該書利用在不同領域內進行的有限研究來創建生物入侵的概況。在1990年代之前對入侵物種的研究仍然很少，之後才開始大量增長，且持續到今日。這項研究主要是經實地觀察完成，絕大多數是針對陸生植物。在此領域的快速發展，推動在用來描述入侵物種和事件用語作標準化的需求。縱然如此，對入侵物種研究仍少有標準術語學，在這類物種的本身沒任何官方名稱，通常就稱為“入侵生態學”，或更普遍稱為“入侵生物學”。缺乏標準術語是個嚴重的問題，主要是由於此領域具有跨學科性質，而借用農業、動物學和病理學等眾多學科的術語，以及對入侵物種的研究通常是單獨各自進行的緣故。通常入侵物種會茁壯成長，是因為在新地點並無捕食者存在。許多入侵物種正在破壞本土植物和動物的自然棲息地。
| 分級 | 特性                 |
| ---- | -------------------- |
| 0    | 供體內的繁殖體       |
| I    | 漫遊                 |
| II   | 引入                 |
| III  | 局部性且數量不高     |
| IVa  | 分佈廣闊但數量甚少   |
| IVb  | 局部性但佔主導地位   |
| V    | 分佈廣闊且佔主導地位 |

兩位加拿大學者Colautti（Robert I. Colautti）和MacIsaac（Hugh J. MacIsaac）為避免模棱兩可、主觀的和貶義的詞彙（即使在科學論文中也經常可見），提出一個以生物地理學，而非分類單元的新型命名學系統。
這個系統僅關注生態因素，把分類單元、人類健康和經濟因素揚棄。這系統評估的是單獨種群而非整個物種。它根據每個在環境中成功生存的種群進行分類。系統同時適用於本地物種以及引進物種，也不會將成功的引進物種自動歸類為有害的。
美國農業部的國家入侵物種信息中心（National Invasive Species Information Center）對入侵物種設下非常狹窄的定義。根據第13112號行政命令，“入侵物種指的是外來物種，其引入確會或可能會造成經濟、環境或是人類健康的危害。”

## 成因
通常外來物種必須先在種群密度很低的情況下就能在新地點存活，然後才能成為入侵新物種。當外來物種種群密度不高時，很難在當地繁殖和生存，因此有可能會經過多次的遷入後才能形成。人類的重複移動模式，例如船舶在港口間往返，或是汽車在公路上來回行駛，提供重複遷移的機會（也稱為高繁殖壓力）。科學家將生態系統和物種因素納入機制中，這些因素結合之後，會在新引進物種身上建立起入侵性。

### 基於生態系統的機制
特定生態系統中可用資源的數量，以及其中生物體利用這些資源的程度可決定外來物種會對此生態系統影響的程度。在穩定的生態系統中，資源使用呈平衡狀態。當生態系統遭受干擾，生態系統的基本性質會被改變。
當森林遭受如野火等的侵襲後，正常的演替程序有利於原生禾草和雜草的生長。而一種比本地物種傳播速度更快的外來物種可佔用本地物種原本可用的資源，產生排擠作用。在這類情況下，氮和磷通常就是限制因素。
在原生生態系統中的每個物種均佔有其生態棲位中的特定位置，有些物種扮演廣泛而多樣的角色，而另一些則是高度專業化。一些入侵物種可填補本地物種未曾擁有的生態棲位，甚至可創造出新的生態棲位。這類的例子之一是稱為Lampropholis delicata的石龍子。在與入侵者演化相似的生態系統中，發生入侵的可能性會更高。
生態系統的變化可把物種的分佈改變。例如邊緣效應描述的是當生態系統的一部分受到干擾時會發生的事，比如當土地被清理而改作農業用途時，那些未受干擾的棲息地和新開墾的土地之間的臨界地會形成一個獨特的棲息地，產生新的贏家和輸家，有可能會容納不會在此棲息地之外繁衍生息的物種。
查爾斯·艾爾頓在1958年寫道，具有較高物種多樣性的生態系統具有較少的生態棲位，而會較少受到入侵物種的影響。但有其他生態學家於後來指出，有高度多樣化但受嚴重入侵的生態系統，並認為具有高度物種多樣性的生態系統更容易受到入侵。
這場辯論取決於進行入侵研究的空間尺度，而截至2011年，多樣性如何影響到易感性的問題仍未獲解決。小規模研究傾向於顯示生物多樣性與入侵之間具有負向關係，而大規模研究則傾向於顯示不完全是負向的關係（同時有正向及負向存在）。後一結果可能是入侵者能充分利用增加的資源可用性和較弱的物種相互作用的副作用，這些相互作用在具有較大樣本的情況時更為常見。但當入侵者是脊椎動物時，這種入侵對多樣性影響的空間尺度模式似乎不能成立（例如澳大利亞發生外來家豬野化，反有益於當地鹹水鱷種群的復育）。
島嶼生態系統較易受到入侵，因為當地的物種原本幾乎沒強大的競爭者和捕食者，或者因為其與外來物種種群遠離，讓它們更會擁有“開放的”生態棲位。這類的例子之一是入侵的棕樹蛇對關島本土鳥類種群的大肆破壞。而反過來，被入侵的生態系統缺乏天然的競爭者和捕食者，而無法阻止入侵者在當地生態系統中的繁衍。

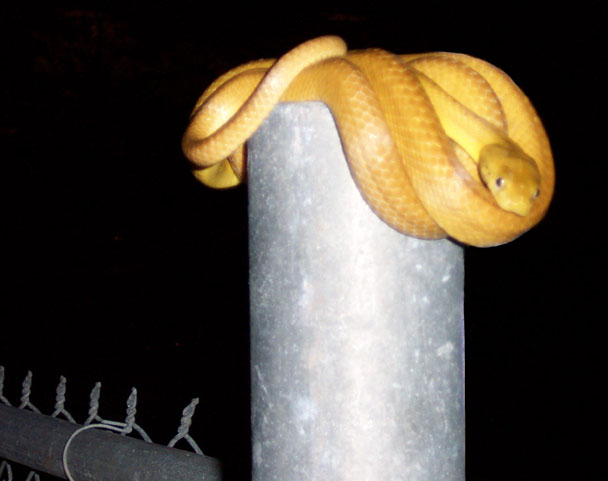
棕樹蛇

在小島上的鳥類可能在外來物種被引入之前並無捕食者，而失去飛行能力，這些鳥類無法輕易避開外來掠食者的捕食。特別是島嶼上的秧雞科演化成失去飛行能力，當其受到外來者捕食，就發生大規模滅絕。
夏威夷群島上的本地植物和動物受到許多入侵物種的影響。侵入的昆蟲、植物、鹿、山羊和豬等有蹄動物危及本地植物，源自美國東南部的玫瑰蝸牛以島上的本地蝸牛為食，澳大利亞樹蕨和米氏野牡丹等外來植物遮蔽本地植物。引入的小火蟻種群對當地動物、農作物和人類產生重大負面影響。高冠變色龍和傑克遜變色龍對夏威夷的生態也有很大的影響。
進入紐西蘭的首個入侵物種是由波利尼西亞定居者在公元1300年左右引入的狗和老鼠。後來由歐洲人帶來的貓對當地的鳥類造成毀滅性的影響，特別是許多當地的鳥類不會飛行。兔子在1800年代被水手引入，當作食物來源，如今已成為當地農民的嚴重困擾（尤其是在南島）。荊豆屬最初是種原產於西歐的樹籬植物，被引入紐西蘭做同樣的用途，但因生長迅速，會毀掉該國大部分的本土植物，因此經常須做根除。當地原生森林受到來自北美洲和歐洲的幾種鹿以及澳大利亞負鼠的嚴重影響。這些外來物種都在紐西蘭的環境中繁衍發展。
澳大利亞人到馬達加斯加島定居，引入外來植物和動物物種，而把該島的景觀大幅改變。這是人為對現有生態系統干擾而成的結果。最著名的干擾是廣泛的木材砍伐，讓非本地物種在多出的空間中建立基地。其中的入侵植物包括仙人掌和銀荊。布袋蓮是世界上最常見的入侵植物之一，在過去幾十年裡已進入馬達加斯加島。這種植物影響到馬達加斯加島的經濟（因要花費大量資源以限制其傳播）。布袋蓮佔據當地的湖泊和其他水體的流域，它的根在水面上形成緻密的墊子，限制光線穿透，而對水生生物造成影響。但這種植物現在被用於製造化肥和紙袋，以及用於清理生物廢棄物。
被入侵的生態系統所經歷的通常是人類活動所造成的干擾，因適應干擾能力較弱的本地物種無法與入侵物種競爭，讓入侵物種有機可趁，在有較少競爭的情況下站穩腳步。入侵植物最初的主要地貌學功能是提供生物建設和生物保護。例如葛藤是種原產於亞洲的藤本植物，20世紀初被廣泛引入美國東南部以控制土壤侵蝕。入侵動物的主要地貌功能是生物擾動、水生生物侵蝕和生物構造。例如中華絨螯蟹（大閘蟹）的入侵導致更高的生物擾動和生物侵蝕率。

### 基於物種的機制

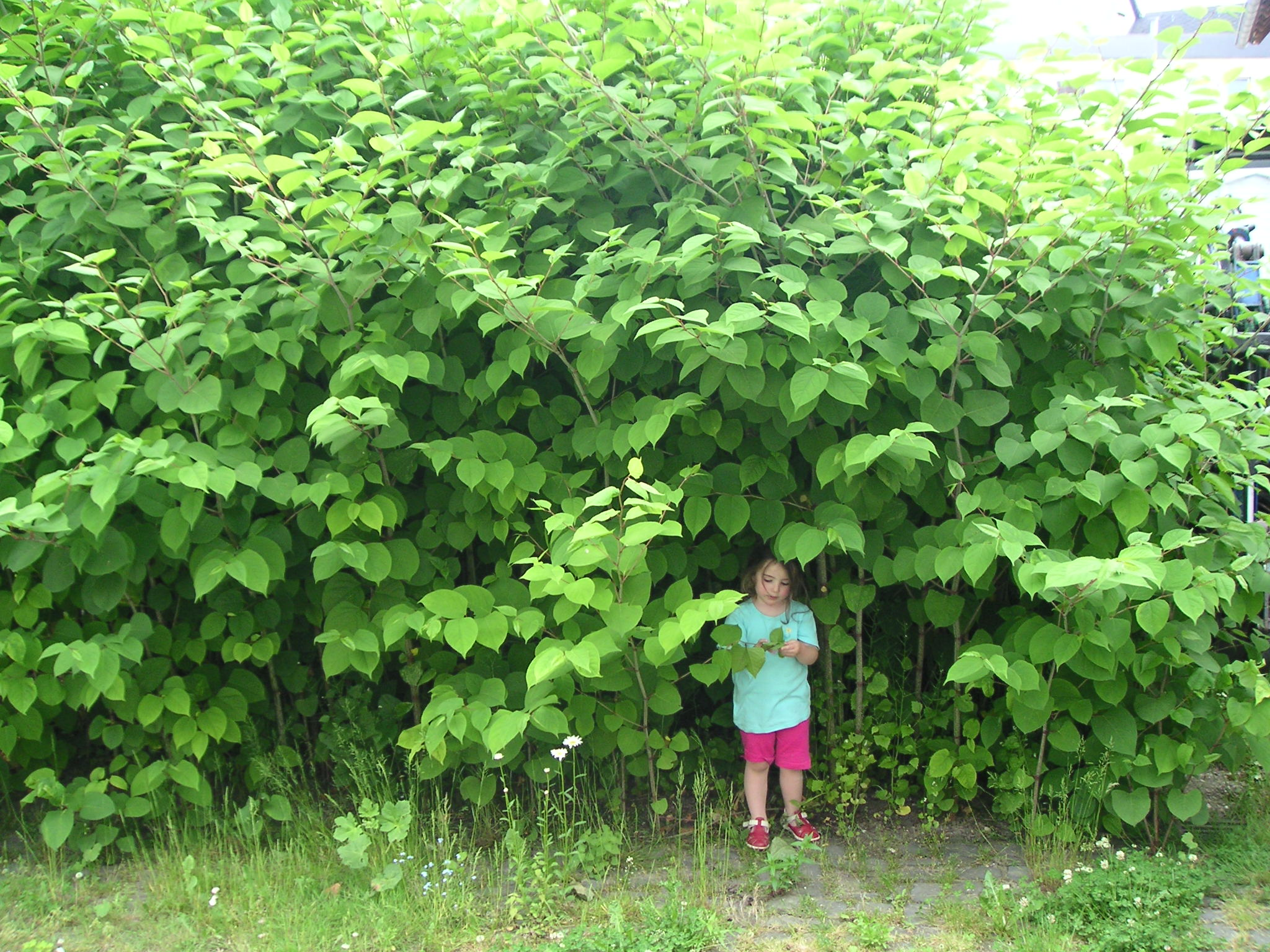
日本虎杖列名於世界百大外來入侵物種中。

儘管所有物種都為生存而競爭，但入侵物種似乎具有獨特特徵或特徵的組合，讓它們能夠勝過本地物種。在某些情況下，競爭存於生長和繁殖的速度。而在其他情況下是物種之間更直接的相互作用。
研究人員並不同意以特徵作為有用的侵入性標記。一項研究發現在一系列入侵和非入侵物種中，有86%的入侵物種可僅從特徵中識別出來。另一項研究發現入侵物種往往只具有假定特徵的一小部分，而在非入侵物種中也發現許多類似的特徵，因此需要其他解釋。 常見入侵物種的特徵包括有：
- 快速成長
- 快速繁殖
- 高度擴散能力
- 表型可塑性（改變生長形式以配合當前條件的能力）
- 對各種環境條件的容忍能力（生態能力（英语：Ecological competence））
- 能夠以多種食物為生（泛化種與特化種中的泛化種）
- 與人類共處的能力[6]
- 先前已成功入侵[45]

如果引進的物種能夠在營養、光照、生存空間、水或食物等資源的競爭上勝過本地物種，就能成為入侵物種。如果這些物種是經歷激烈的競爭或捕食下進化而來，那麼新環境會存在更少有能力的競爭者，而讓入侵者有迅速繁殖的機會。當生態系統已被本土物種充分利用，可稱為零和系統，而入侵者獲得任何收益，相對的就是本土物種的損失。但這種一面倒的競爭優勢（造成本地物種隨著入侵者數量的增加而致滅絕）並不常見。入侵物種往往會與本地物種長期共存，隨著種群數量和密度的增加，以及對新地點的適應，入侵物種的優越競爭能力逐漸顯現。

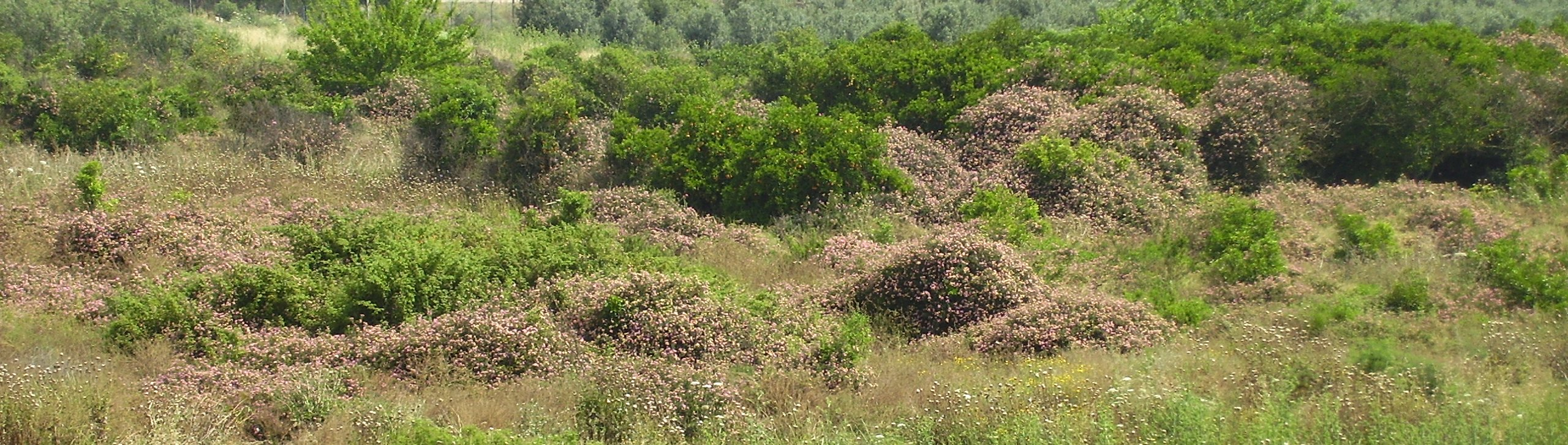
在以色列Sdei Hemed廢棄柑橘園內的馬櫻丹（被視為入侵植物，具有毒性）。

入侵物種能夠利用本地物種以前不具有的資源，例如長出長型主根而能獲得深處水資源，或能在以前無法生長的土壤中存活。例如三芒山羊草被引入加利福尼亞州的蛇紋岩土壤種植（這類土壤保水性低、營養水平低、鎂/鈣含量高，且具有重金屬毒性）。這些土壤上的原有植物種群往往以低密度形式存在，但三芒山羊草可在這類土壤上形成密叢，而排擠那些不適應這類土壤的本地物種。
入侵物種可通過釋放化合物、改變非生物因子或影響食草動物的行為來改變其環境，而對其他物種產生正面或是負面的影響。一些物種（如大葉落地生根會產生化感作用化合物，對競爭物種產生抑制作用，並影響一些土壤過程（如碳和氮的礦化）。其他物種（如大花犀角）會透過提供適當的微氣候條件，在乾旱環境中促進其他物種幼苗互利共生，和在發育早期免被植食性動物吃掉。
其他例子有黃星薊和鋪散矢車菊。這些原生於東歐的有毒雜草已經蔓延到美國西部和美國西岸各州。實驗顯示8-羥基喹啉（一種由鋪散矢車菊根部產生的化學物質）僅會對未與其共同進化的植物產生負面影響。參與共同進化的本地植物也演化出防禦能力。鋪散矢車菊和黃星薊在其原生棲息地上似乎不是種具有壓倒性優勢的競爭者。物種在一棲息地的成功或不成功並不一定表示在其他棲息地就能獲得成功。但反過來，一個在棲息地不太成功的物種，卻可找到擊敗入侵物種的新奇武器。
有些地區因為當地的火情改變，成為另一種促進入侵物種發展的力量。例如原產於歐亞大陸的絹雀麥就具有高度的野火適應性。它不僅可在大火後迅速蔓延，而且會在北美洲西部的火災季節中產生大量乾燥的碎屑，而增長火災的頻率和強度。在這種植物分佈廣泛的地區內能把火情大幅改變，造成本地植物無法在頻繁的火災中倖存，讓絹雀麥進一步擴大地盤，在其引入範圍內保持主導地位。
也有所謂的生態促進讓一個物種以有利於其他物種的方式將棲息地改變。例如斑馬貽貝可增加湖底棲息地的複雜性，為無脊椎動物提供有利生存的縫隙。這種複雜性的增加，加上貽貝濾食過程產生廢棄物中所含的營養，讓底棲無脊椎動物群落的密度和多樣性增加。
對入侵物種的研究顯示其具有巨大的快速適應潛力，而解釋為何它們能在新環境中立足，並成為入侵者。此外，生物學家很難確定入侵物種的傳播速度，因為其數目增長是呈幾何式，而非線型。當族群瓶頸和奠基者效應導致種群規模大幅降低而限制遺傳變異時，種群中的個體開始會出現加性遺傳變異，而非上位遺傳變異（參見遺傳變異#Definition）。這種轉換實際上會在創始（奠基）種群導致差異增加，而讓輻射適應進化。入侵事件發生後，選擇過程最初會作用於散佈能力以及對環境中新壓力源的生理耐受性。接著調適會繼續響應新環境的選擇壓力。這類響應很可能是由於溫度和氣候變化，或本地物種（無論是捕食者，或是獵物）的存在。適應包括形態學、生理學、物候學和表型可塑性的變化。
這些物種的快速適應性進化，可導致後代具有更高的適應性，有利於新環境中生存。種內表型可塑性、預適應能力和引入後進化三者，都是適應性進化的主要因素。種群的表型可塑性為改變留下餘地，讓其中個體更能適應環境。這是適應性進化的關鍵，其主要目標是讓物種在引入的生態系統中有最好的適應。具有非常高適應性的種群就能盡快完成此任務。引入後初始的預適應能力和進化也在引入物種能夠成功存活中發揮作用。如果該物種適應與其之前類似的生態系統，或是恰好適合其引入地區的特徵，則更有可能在新環境中表現得更好。這一點，加上引入後發生的進化，都決定該物種是否能夠在新的生態系統中定下，以及能否繁殖和繁衍。
受廣泛談論的脫離敵人假說指出，進化過程會導致每個生態系統都可達到生態平衡，其中因競爭者、捕食者和疾病的存在，任何一個物種都不可能盤踞生態系統中的大部分。當物種被引進新的生態系統中，這些控制因素（競爭者、捕食者和疾病）並不存在，而讓新來物種成為入侵物種。當地缺乏適當的控制會讓入侵者的數目快速增長。

## 載體
可引導外來物種的載體有多種，包括生物載體，但大多數入侵的發生都與人類活動有關。自然發生的物種分佈很常見，但由人類介導的分佈速度和幅度往往比自然發生的大得多，而且通常人類攜帶的距離會比自然力更遠。
史前人類將玻里尼西亞鼠引入波利尼西亞島嶼的行為是已知的早期人類作為入侵物種的載體。

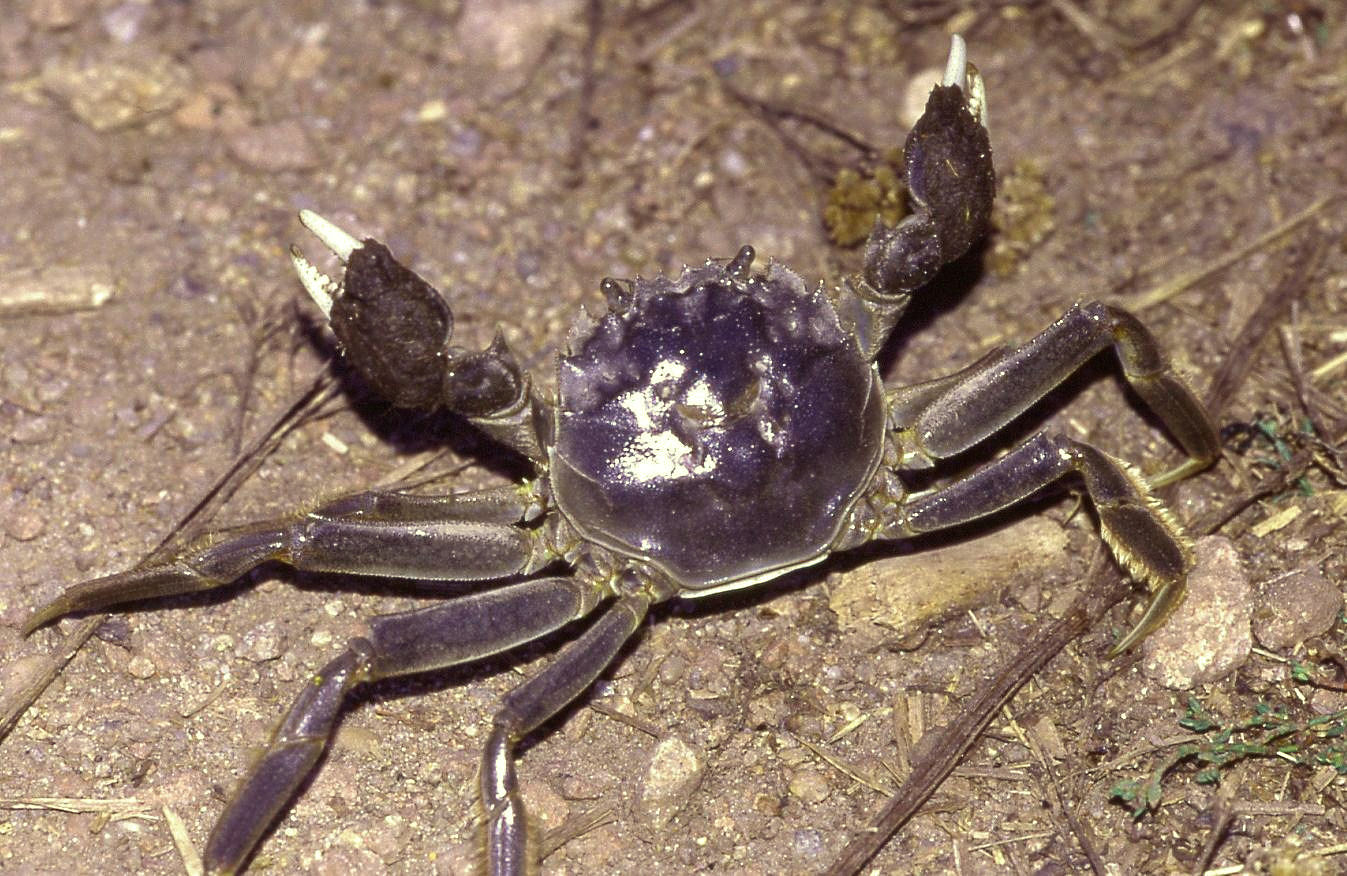
中華絨螯蟹（大閘蟹）。

這類載體行為包括為園藝而進口的植物或種子。寵物買賣產生動物跨越國界的情況，而寵物會因從豢養環境逃脫，而變成入侵者。生物體會藏匿在運輸車輛上而抵達遠處。入侵生物學專業人士中的壓倒性共識是偶然的人類輔助轉移是引入的主要原因，但極地區域不包括在內。疾病也會經由入侵昆蟲而傳播，例如柑橘木蝨，和細菌性的柑橘黃龍病。
侵入性繁殖體能進入新地點是該地點具有可入侵性。
但物種也被有意引入。例如早期來自歐洲到北美洲的殖民者為感覺更“身處故土”而成立“馴化協會”，反復將原產於歐洲的鳥類帶到北美洲和其他遙遠的地方。美國賓夕法尼亞州的美國郵政署工作人員在2008年注意到來自台灣的一個箱子裡發出聲音，原來是其中裝有兩打以上的活甲蟲。經美國農業研究局的昆蟲學家鑑定，這些昆蟲是兜蟲亞科、赫克力士長戟大兜蟲和王鹿甲蟲。 這些物種均非美國本土物種，可能會對本土生態系統產生威脅。為防止外來物種在美國造成問題，從國外運入活體材料時需經特殊處理和許可。美國農業部頒布的措施，如走私攔截和貿易合規規範  (SITC)，以防止外來物種大量進入美國。刻意把馴化植物傳播到其他的有利環境被描述為生物全球化。
許多入侵物種一旦在新地點區佔主導地位，會成為當地生態系統中必要的物種。如果將它們移除，反會對該區域有害。
引進外來物種也有重要的經濟學作用。由於對具有高經濟價值的中華絨螯蟹需求很高，這個物種因此被有意引入外國水域。

### 在水生環境中
海上貿易的發展，迅速影響到海洋生物透過海運而傳播的方式。海洋生物被運送到新環境的方式有兩種：附著船體和經壓艙水傳送。研究人員Molnar等人於2008年發表的報告就列出數百種海洋入侵物種傳播的路徑，而海上航運是這類轉移的主要機制。

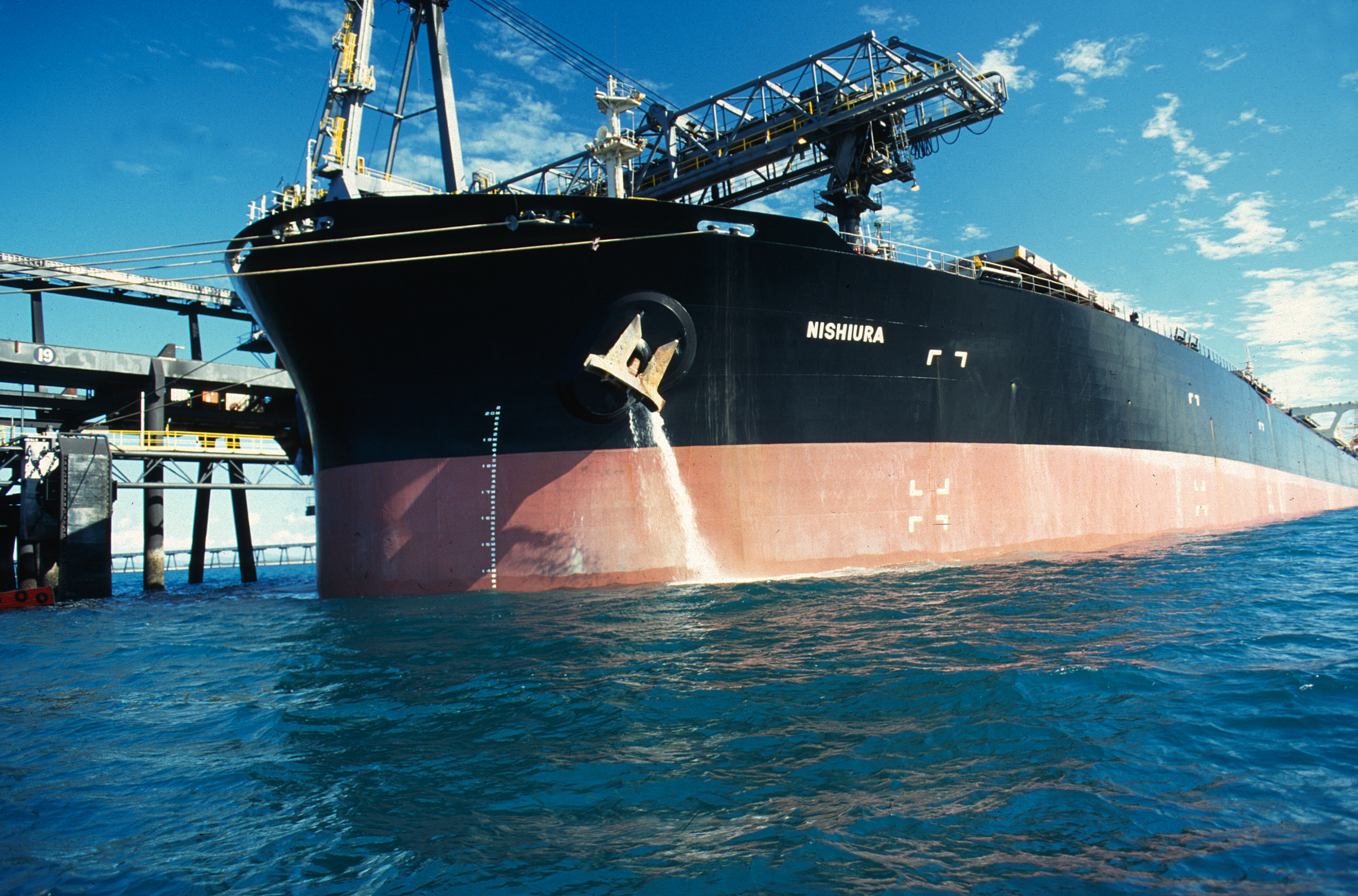
正在排出壓艙水中的貨輪。

許多海洋生物會附著在船殼上。因此很容易從一個水體轉移到另一個，是生物入侵事件中的重要風險因素。控制船殼結垢屬於自願性，目前尚無管理的法規。但美國加利福尼亞州和紐西蘭政府已宣佈在其管轄範圍內會對船殼結垢做更嚴格的管制。
另一個運送外來物種的主要載體是壓艙水。跨洋船隻在海上吸入海水作壓艙水，以維持平穩航行，並在裝貨港內釋放，是外來水生物種入侵的最大載體。據估計每天有10,000種不同的物種會通過壓艙水運輸，其中許多是非本地物種。有許多被認為有害，會對新進入環境產生負面影響。例如原產於黑海、裏海和亞速海的淡水斑馬貽貝極有可能是通過越洋船隻的壓艙水到達美國與加拿大之間的五大湖。斑馬貽貝在消耗氧氣和食物方面勝過本地生物（例如藻類）。斑馬貽貝入侵美國事件在1988年首次被發現，不久後即成功實施緩解計劃，但減緩計劃存在嚴重缺陷或是漏洞，即滿載貨物的船舶在到達聖羅倫斯海道時未進行檢測，因為當時船舶的壓載艙是空的，但即使是空的壓載艙中，仍然會有一灘水，裡面仍存在外來的生物，而會在下一個裝貨港口內釋放（當卸載貨物後，艙內會裝滿水，與艙中的生物混合，然後一起在在下一個裝貨港口中排放）。五大湖航道的現行法規是採用“鹽度衝擊”來殺死壓載艙中殘留的淡水生物。
雖然制定有壓艙水管理法規以防止潛在的入侵物種，但對於尺寸僅10-50微米的生物體仍有漏洞，對於這類尺寸的生物體（例如某些類型的浮游植物），現行法規允許在處理系統的排放物中容許每毫升不高於10個細胞的存在。但船舶在港口裝貨時排放壓艙水，許多尺寸小於10微米且會無性繁殖的浮游植物會進入當地的水體，一個細胞可在短時間內呈指數增長成數千個細胞，這個漏洞可能會對環境產生不利影響。例如偽菱形藻屬中的某些物種尺寸小於10微米，並含有軟骨藻酸（神經毒素）。如果此種藻類在壓艙水中存活，並被釋放進入“新環境”中，它們會導致貝類、海洋哺乳動物和鳥類中毒。幸好由於加拿大在1987年因軟骨藻酸中毒事件爆發，而頒佈嚴格的監測計劃，因此能避免有人因此種毒素致死的事件。 壓艙水管理法規需更為嚴格執行，以防止未來發生有毒的外來浮游植物入侵所造成的相關後果。
關於海洋入侵物種的另一需要考慮的重要因素是與氣候變化有關聯的環境變化作用，例如海洋溫度升高。多項研究顯示海洋溫度升高會導致生物體幅度發生變化，隨著新的物種間相互作用出現，會對環境產生不利影響。例如研究人員Hua和Hwang提出，從溫帶水域穿越熱帶水域的船舶，其壓載艙中的生物體可經歷高達20°C的溫度波動。為進一步研究溫度對船體或壓艙水中攜帶生物體的影響，研究人員Lenz等人在2018年進行一項研究 - 雙重熱負載實驗。結果顯示生物體在運輸過程中面臨的熱挑戰，會通過選擇能夠在第二次施加的熱負載（例如對創始種群升高的海洋溫度）中存活下來的遺傳適應基因型，來增強非本地物種的熱負載耐受性。由於氣候變化引起變率的複雜性，很難預測非本地物種在原地（in-situ）與溫度相關的成功存活的性質。由於一些研究顯示這類“免費乘客”對船體或壓載水的溫度耐受性增加，因此有必要制定更全面的船體結垢和壓艙水管理計劃，以防止未來隨著環境條件不斷變化而可能發生的入侵事件。

### 野火和消防的影響
入侵物種通常會利用對生態系統的干擾（野火、道路和小徑）進入新的地點而定居。大型野火可對土壤進行消毒，同時添加多種養分。由此所產生的混戰中，以前根深蒂固的物種失去優勢，為入侵者留下更多空間。在此情況下，能夠由根部再生的植物就具有優勢。具有這種能力的非本地植物可從低強度的野火中獲益，這種燃燒會燒掉地表植被，讓依賴種子繁殖的本地植物在種子發芽時，其生態棲位已被別的植物佔據。
野火經常發生在偏遠地區，消防人員須穿越原始森林才能抵達現場，而可能會隨身攜帶入侵種子進入。如果這些偷渡種子中的任何一個能站穩腳步，可能會在短短6週內就成長為一個入侵者群體，之後會需要人類多年的持續關注以防止其進一步擴展。此外，破壞土壤表面（例如構築防火道）會破壞原生覆蓋物、暴露土壤並會加速入侵。在郊區和森林-城鎮交界域，市政當局為設立防火空間而訂立的植被清除和灌木清除條例，可能會導致過度清除本地灌木和多年生植物，讓土壤暴露於更多日照，把對入侵植物物種的競爭能力降低。

## 不利影響
入侵物種會對棲息地和生物區產生不利影響，造成生態、環境或是經濟損失。

### 生態方面
歐盟把“外來入侵物種”定義為（1）進入其自然分佈區域之外的地方，（2）會對生物多樣性造成威脅。生物入侵被認為是造成全球生物多樣性喪失，5個主要驅動因素中的1種，且因旅遊業和全球化而仍在增加中。尤其在監管不力的淡水系統中更是如此，但經採取檢疫和壓艙水管理規則後，情況已有所改善。

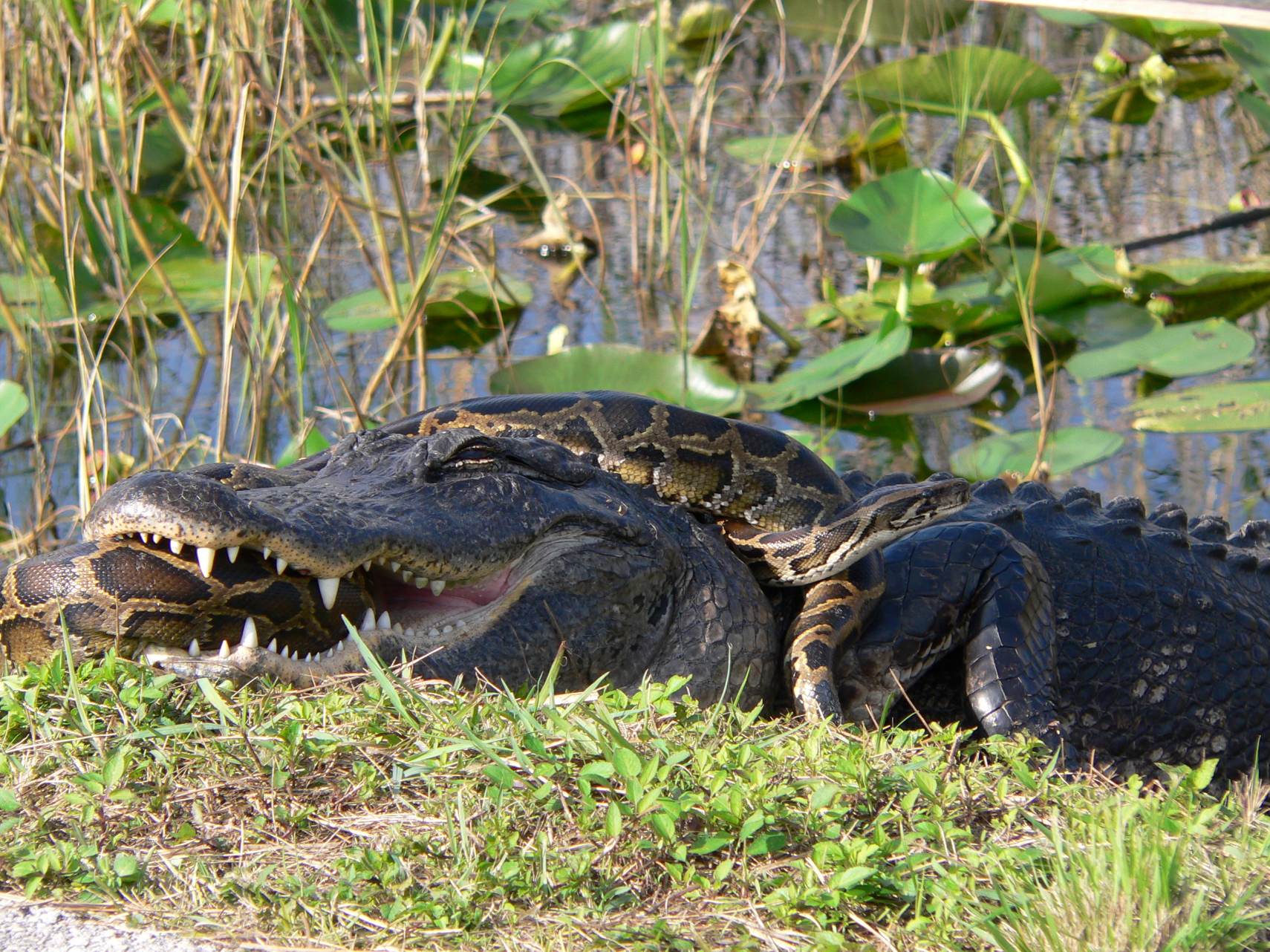
在美國佛羅里達州，纏鬥中的美國短吻鱷和佛羅里達州緬甸蟒。

入侵物種會通過競爭排斥、生態棲位更換或與相關本地物種的雜交來驅使本地物種滅絕。因而外來入侵除會產生經濟影響外，還會導致引入地點生物群的結構、組成和全球分佈發生廣泛變化，最終導致世界動植物同質化和生物多樣性喪失。但很難明確地將滅絕僅歸因於物種入侵。但有強力的證據顯示最近大約90種兩棲動物的滅絕可追溯到因國際貿易而傳播的壺菌病，大多數科學研究都集中在動物入侵者身上。
為各式用途而清理土地和人類移入居住會給當地物種帶來巨大壓力。受干擾的棲息地容易受到入侵，對當地生態系統產生不利影響，而改變生態系統功能。一種在夏威夷被稱為 ʻaeʻae（假馬齒莧）的濕地植物被視為人工控制的水鳥保護區中的有害物種，因為它迅速把為瀕臨滅絕的高蹺鴴而建立的泥灘覆蓋，而成為不受鳥兒歡迎的覓食區。
連續多次引入不同的非本地物種會產生交互作用；引入第二個非本地物種會讓第一個入侵物種蓬勃發展。這方面的例子有寶石文蛤和普通濱蟹的引進。一個世紀前，寶石文蛤從美國東岸引入加利福尼亞州的博德加灣，一開始海灣中有少數的寶石文蛤，但不足以取代當地的蛤蜊物種。到20世紀90年代中期，由於引進會優先捕食本地蛤蜊的普通濱蟹，導致本地蛤蜊數量減少，而寶石文蛤的數量開始增加。
入侵物種會改變生態系統的功能。例如入侵植物會改變本地生態系統中的火情（如絹麥草）、養分循環（互花米草）和水文（聖柳）。與稀有本地物種密切相關的入侵物種，兩者具有雜交的潛力。雜交的影響已導致本地物種減少，甚至是滅絕。例如舊金山灣的加州米草與引入的互花米草雜交繁衍之後，已對前者的存在構成威脅。入侵物種會與本地物種競爭，因此在《1973年瀕危物種法案》中所列的958種瀕危物種中，有400種處於滅絕的風險之中。
無意中引入的森林害蟲物種和植物病原體，會把森林生態改變，並損害到木材產業。總體而言，美國的森林生態系統已受到外來害蟲、植物和病原體的廣泛入侵。
亞洲天牛 (Anoplophora glabripennis) 於1996年首次引入美國，預計有數百萬英畝的硬木樹（闊葉樹）受到影響和遭到破壞。截至2005年，美國已花費3,000萬美元嘗試根除這種蟲害並保護受影響地區中的數百萬棵樹木。翅亞目毛蟲已對古老的雲杉、冷杉和鐵杉森林造成破壞，並重創聖誕樹產業。栗枝枯病菌 和荷蘭榆樹病菌是兩種植物病原體，對這兩個樹種和森林健康有嚴重影響。蔥芥是北美洲東部森林中問題最嚴重的入侵植物之一。蔥芥的特性與周圍的本地植物略有不同，而成為一個非常成功的物種，正改變它侵入地區的生態組成和功能。當蔥芥侵入森林的下層植被時，會影響森林樹苗的生長速度，會改變未來森林的再生。
本土物種經過基因污染的過程而遭到滅絕的威脅。基因污染是種無意間發生的雜交及基因滲入，由於引入物種的數量或適應性具有優勢，導致本地基因型被同質化或是替換。基因污染透過引入或是透過棲息地改造而發生，讓以前孤立的物種與新基因型發生接觸。事實證明入侵物種可在非常短的時間內適應新環境。入侵物種的種群數量可能會在頭幾年保持在較小的狀態，然後發生種群爆炸，這種現像被稱為“滯後效應”。
入侵物種與本地物種雜交後產生的後代會隨著時間的演進，將它們的基因型整合到基因庫中（基因滲入過程）。在某些情況下，會發生少量入侵種群威脅到數量更大的本地種群。例如在互花米草被引入舊金山灣的案例，當其與本地加州米草雜交，入侵物種具有較高的花粉量和雄性適應性，導致基因滲入，由於本地物種具有較低的花粉量和較低的活力，其生存受到威脅。僅站在生物形態學的角度觀察，適應度降低並非總是顯而易見。某種程度的基因流動屬於正常現象，可保留基因和基因型的群集。這類例子有遷徙郊狼與重新引入美國北卡羅來納州東部地區的紅狼雜交。最終結果是可穩定繁殖的雌雄紅狼減少，可能會讓紅狼群的穩定性和重新引入工作變得更為複雜。

### 環境方面
分析顯示在南非的開普敦地區，透過消除較會耗用水的外來植物入侵（即相思樹屬、松樹和桉樹、黑荊......）以優先將水源次集水區復原，可產生預期的年度水量增長，與完全不做任何事情景相比，5年內可多獲得500億升的供水，相當於開普敦地區當前供應需求的6分之1（當地有嚴重水資源短缺的問題）。這些供水的年度增量預計在30年內可再增加一倍。集水區的復原比其他增水解決方案更具成本效益（是替代方案單位成本的10分之1）。南非已建立一水基金，執行根除這些外來物種的工作。

### 人類健康方面
入侵物種不僅會造成生態破壞和經濟損失，還會影響人類的健康。因生態系統功能受到改變（由於生物群落同質化），入侵物種對人類福祉（包括資源可用性減少、人類疾病四處傳播、娛樂和教育活動以及旅遊業受損）造成負面影響。外來物種導致過敏和皮膚損傷案例的增長。入侵物種引起的其他類似疾病包括有人類免疫缺陷病毒 (HIV)、猴痘和嚴重急性呼吸系統症候群 (SARS)。
入侵物種和相應的控制措施會對公共衛生造成長期影響。例如用於處理特定害蟲物種的殺蟲劑會污染土壤和地表水。來自從前偏遠生態系統的入侵，讓更廣泛的人群接觸到外來疾病，例如HIV。引進的鳥類（例如鴿子）、囓齒動物和昆蟲（例如蚊蟲、跳蚤、蝨子和采采蠅）既是人類疾病的載體，也是宿主。縱觀文字歷史，瘧疾、黃熱病、斑疹傷寒和腺鼠疫等人類流行病都是經這些媒介所傳播。最近的一個外來疾病案例是西尼羅河病毒的傳播，造成人類、鳥類、哺乳動物和爬行動物的死亡案例。屬於引進的中華絨螯蟹是衛氏肺吸蟲的攜帶者。水媒傳染病的病原體（如霍亂弧菌等）和有害藻華通常通過壓艙水傳播。

### 經濟方面
全球每年花費在管理和控制入侵物種的金額有1.4兆美元。 一些入侵者會造成地區性的負面經濟影響。
入侵物種會成為許多國家的財政負擔。入侵物種會造成生態退化，而改變功能，並把生態系統提供的服務降低。另外還需額外成本來控制入侵生物的蔓延、減輕進一步的影響以及恢復生態系統。例如在1906年至1991年間，有79種入侵物種在美國造成的損失估計有1,200億美元。入侵物種讓中國國內生產毛額 (GDP) 每年減少1.36%。 管理生物入侵的成本會很昂貴。在澳大利亞，每年為監測、控制、管理和研究入侵雜草的費用約為1.164億澳元，完全由中央和地方政府承擔。 但在某些情況下，入侵物種會有好處（例如經濟報酬）。例如可砍伐入侵樹木用於商用林業。但在大多數情況下，經濟報酬遠小於入侵所產生的成本。

#### 美國
例如介於美國與加拿大之間的五大湖區中，有外來的海七鰓鰻，它是種捕食者。海七鰓鰻在其原始棲息地透過共同進化，在不殺死宿主的情況下充當寄生的角色。而在五大湖區並無共同進化的聯繫，因此七鰓鰻充當的是捕食者的角色，在其12-18個月的進食期內可吃掉多達40磅的魚。海七鰓鰻會捕食各種大型魚類（例如湖紅點鮭和鮭魚）。這種入侵物種對大型魚類的破壞性，對漁業產生負面影響，並導致某些物種的數量銳減。
入侵物種造成的經濟成本可分為農業和林業生產損失，其直接成本和管理成本。入侵物種僅在美國一地，估計每年造成的損失和控製成本就超過1,380億美元。另外的經濟損失發生在娛樂和旅遊的收入減少。如果經濟成本僅把生產損失和管理成本列入，由於未把環境破壞因素計入，因此看起來很低。如果把入侵物種導致的物種滅絕、生物多樣性喪失和生態系統服務喪失，則整體成本會急劇增加。以下有在不同經濟部門發生的例子，足以證明生物入侵產生的影響。
人們經常爭辯說要降低入侵物種損害和管理成本的關鍵是早期發現和快速反應，這表示需要支付尋找和發現入侵物種並迅速將之控制的初始成本，在種群數量尚小時，比在種群已廣泛傳播，且已造成損害時所花費的管理成本會小得多。但只有在入侵物種 (1) 不經常重新引入當地，和 (2) 有高成本效益的搜索和發現情況下，才有機會能控制密集搜尋的成本。 

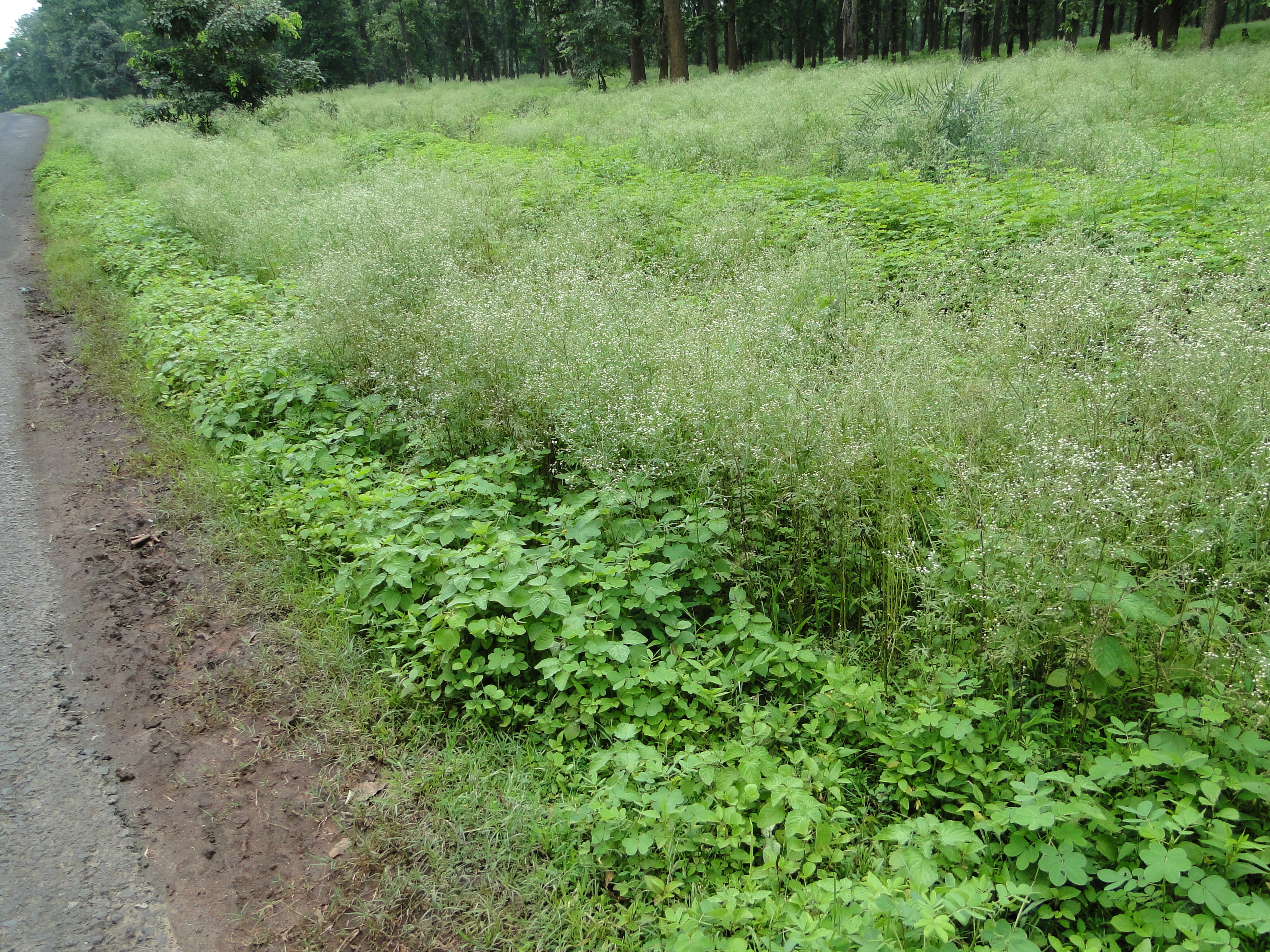
印度阿查納克瑪野生動物保護區中，被視為入侵植物的有毒銀膠菊。

雜草會降低農業產量，但它們可提供必需的營養。一些根部會長得很深的雜草可從底土中“開採”養分（見動態採收）並將其沉積在表土內，而另一些會為益蟲提供棲息地，或為害蟲物種提供食物。許多雜草物種是伴隨進口的種子和植物材料而意外被引入。在許多牧場內，引入的雜草與本地草料植物競爭，有些會對小家牛產生威脅（例如多葉大戟）或因帶刺和梗（例如黃星薊）而難被牲畜食用。僅在美國草場上的入侵性雜草所造成的草料損失就接近10億美元。西方蜜蜂被侵入性瓦蟎感染，導致水果授粉率和水果產量下降。引入的老鼠（黑鼠和褐鼠）因為破壞儲存的穀物，已成為農場的嚴重禍害。潛蠅科（包括美國蛇形潛葉蠅）被引入加利福尼亞州，也為該州花卉業造成損失（這些入侵物種的幼蟲以觀賞植物為食）。
入侵植物攜帶的病原體和作為病媒的入侵昆蟲也會抑制農業產量和苗木成長。柑橘黃龍病是由入侵的柑橘木蝨 (ACP) 傳播的細菌性疾病。由於這種疾病對柑橘作物的影響，在發現ACP的地區生產的柑橘會受高度檢疫和管制。
入侵物種會影響戶外休閒活動，例如釣魚、打獵、遠足、野生動物觀賞和水上活動。它們會破壞對娛樂活動很重要的各種環境服務，包括，但不限於水質和水量、植物和動物多樣性以及物種豐度。 研究人員M.E. Eiswerth等指出“少有針對區域、州和流域等空間尺度上做研究，以估算相應的經濟損失”。美國部分地區的湖泊內充滿聚藻，讓釣魚和泛舟不易從事。引入夏威夷的柯基蛙類會發出非常嘹亮的鳴聲，壓低鄰近社區的房地產價格。侵入加利福尼亞州的麗楚蛛會編織大蛛網，讓整理花園的工作受到干擾。

#### 歐洲
歐洲在1960年至2020年之間因外來入侵物種造成的總體經濟成本估計約為1,400億美元（包括估計會實現，或是未實現的潛在成本），或是780億美元（僅包括已實現的成本）。這些估計數字非常保守。基於這些數據建模估算的結果，在2020年發生的真實成本約為1,400億美元。 
義大利是歐洲國家中受侵害（估計有超過3,000種外來物種）最嚴重的國家之一。入侵物種對經濟造成廣泛的影響，包括管理成本、農作物損失以及基礎設施受到破壞。義大利在1990年至2020年受此影響而發生的總體經濟成本估計為8.1976億美元（7.0478億歐元）。但只有15個物種保存有較可靠的成本記錄，因此實際發生的成本可能會更大。
估計法國至少有2,750種入侵物種。雷諾（Renault）等研究人員在2021發表的報告中載有98種外來入侵物種，共1,583條成本記錄，這些物種在1993-2018年期間造成的成本，保守估計在12億美元至115億美元之間。研究報告還推斷入侵法國物種的成本中，僅由其他國家提出報告，而法國沒提出的部分所產生的額外成本估計在1.51億美元到30.3億美元之間。損壞成本幾乎高出管理支出8倍。來自昆蟲，尤其是白線斑蚊和埃及斑蚊，所造成的總經濟成本非常高，其次是非禾本科陸生開花植物和水生植物（豚草和捲蜈蚣草）。目前在法國有記錄的外來物種，其中90%以上在文獻中均無造成經濟成本的記錄，導致分類學、區域和活動部門的覆蓋範圍間存在很大偏差。但沒報告並不表示沒負面後果（而不可能不產生經濟成本）。

## 入侵物種的益處
英國英國皇家昆蟲學會前主席Chris D. Thomas認為大多數引進的物種相對於其他物種，屬於中性或有益，但這是小眾的觀點。科學界普遍認為它們對生物多樣性有負面的影響。
入侵物種有可能會為其他生物提供合適的棲息地或食物來源。在本地物種已經滅絕或是已陷入無法復原程度的地區，非本地物種可發揮作用。這方面的例子有：
- 非本地木本植物檉柳和瀕危鳥類柳鶲（英语：Willow flycatcher）。有75%的柳鶲在這些樹木上築巢，這類族群的生長與在本地植物中築巢的柳鶲相同。移除檉柳會對柳鶲不利，因為其原生築巢地已無法復育。[133]
- 利紀維秧雞（英语：Ridgway's rail）已偏愛在互花米草和加州米草（侵入性）的雜交後代叢中築巢。雜交草比原生草長得更茂密，而且不會在冬天枯死，為這種生性神秘的鳥提供更好的掩護和棲息地。這種鳥類的數目在1990年代隨著雜交草的擴大領域而大增。[133]
- 自斑馬貽貝在伊利湖定居後，曾是渾濁湖水的透明度大幅提高，部分地區的透明度提高到30英尺（9米）之深，而湖水在20世紀中期的透明度不到6英寸（15厘米）的深度，而促進一些水生植物的生長，而這些水生植物又成為黃鱸等魚類繁殖的好地方。斑馬貽貝也是小口黑鱸和湖鱘（此魚之前被列入瀕臨滅絕}}）的食物來源，而對這兩種魚的種群規模有明顯的影響。根據報導，伊利湖目前是世界上首屈一指的小口鱸魚漁場。每年遷徙路過的鴨子也開始把貽貝作為食物來源。[134]
- 鹹水鱷已在澳大利亞生活數百萬年，但它們到1960年代和70年代已面臨滅絕的危險。由歐洲定居者引進的家豬逃跑，變成野豬，而成為鹹水鱷的主要食物來源。由於這些入侵的野化家豬，當地河口鱷魚種群已在很大程度上復原。[135]

非本地物種能產生益處的第二種方式是它們充當復原的催化劑。原因是非本地物種可增加當地生態系統的異質性和生物多樣性。此種增加的異質性可在稀疏和侵蝕的生態系統中創造微氣候，而促進本地物種的生長和重建。在肯亞，番石榴具有相當的潛力把熱帶森林復育。對農田中孤立的番石榴樹的研究顯示，它們對各種以水果為食的鳥類極具吸引力。鳥類在探訪過程中會把種子排泄到番石榴樹下，其中許多種子是來自附近破碎熱帶雨林中的樹木，有許多種子因此發芽並長成幼樹。特別的是，與最近森林的距離似乎根本無關緊要，距離番石榴樹最遠達2公里（1.2英里，研究中的最長距離）的樹木與距離破碎森林更近的樹木長得一樣好。番石榴樹很容易在退化的土地上生長，每棵樹都可能是一片再生雨林的核心。當然大多數生長在番石榴下的幼苗會是更多的番石榴，但番石榴是一種早演樹，當有更大的樹將其遮蔽時，它很快就會枯死，它也不會主動侵入原始森林。入侵的外來樹木也可用於恢復原生森林。在波多黎各，本土先趨樹木可應對乾旱、颶風、洪水和山體滑坡等自然干擾，但其中大多數無法在經歷過森林砍伐、擴大農業用途和最終被遺棄的土地上紮根。入侵樹木的低多樣性先驅樹木群會在這類地點開始發展，但經歷過一段時間，本地樹木會開始入侵。外來先驅樹木會在前30到40年內佔優勢，但最終在60到80年後，是多樣本地和外來物種的混合體，但以本地物種佔優勢。如果沒最初的外來先驅樹木進駐，廢棄的農地往往會變成牧場，且幾乎會無限期維持此種狀態。
外來物種最後一個益處是其可提供生態系統服務。 此外，非本地物種可作為生物防治工具來限制入侵物種的影響，如使用非本地物種來控制農業害蟲。其中一例是外來的長牡蠣比乞沙比克灣內的本地牡蠣更能過濾水中污染物。約翰霍普金斯大學彭博公共衛生學院所做的一項研究發現長牡蠣可顯著改善海灣日益惡化的水質。此外有些物種很久以前就入侵進入一個地區，以至於在當地環境中找到自己有益的生態棲位，這情況可用歸化來表示。例如，種群遺傳分析顯示稱為淡脉隧蜂属的蜜蜂，是入侵北美洲的外來物種，而今日已成為懸鉤子屬植物（黑莓或樹莓）以及葫蘆科、蘋果樹和藍莓灌木的重要授粉者。
網蛺蝶族在入侵長葉車前葉上產卵有其益處。這種植物的葉子保持綠色的時間足以讓蝶類的毛蟲在乾燥的夏季生存，由於氣候變化導致夏季變得有點乾燥，當初這些毛蟲常吃的本地植物已枯萎，讓多數毛蟲餓死或乾死。由於長葉車前具有生存差異，蝴蝶開始喜歡在其葉上產卵：這樣產卵的比例從1984年的不到3分之1，上升到1987年的4分之3。幾年後，所有此種蝶類的產卵都在發生在長葉車前的葉子上。被美國聯邦列為瀕臨滅絕的泰勒網蛺蝶族（Euphydryas editha taylori），對長葉車前的依賴程度之高，以至於自然資源保護主義者正積極在野外種植這類植物。為維持蝴蝶種群的數目，美國華盛頓州Mission Creek婦女矯正中心（Mission Creek Corrections Center for Women）的囚犯先在溫室內培育網蛺蝶族，日後再將其釋放到前述的新棲息地。這種積極鼓勵外來植物的做法正在幫助保護備受喜愛的本地昆蟲，是種看來特異的做法。 
一些入侵物種具有潛在的商業利益。例如鰱魚和鯉魚可供人食用，並出口到對此產品熟悉的市場，或加工成寵物食品或水鼬飼料。布袋蓮可經厭氧消化轉化為甲烷燃料，有些入侵植物也可用作生物能源的來源。但大多數時間在其他地方，數以萬計的引進物種通常或是迅速滅絕，或是定居下來，成為模範生態公民，為作物授粉、傳播種子、控制捕食者，並為本地物種提供食物和棲息地。它們很少消滅當地物種。由此產生的新世界並未減少生物多樣性，而通常是比以前擁有更豐富的物種。

## 控制、根除和研究
在物種-環境相互作用中的人類行為潛力和可塑性，有可能為物種入侵的不利影響做出補正。公眾有興趣更深入了解入侵物種，通常針對的是那些會影響當地/社區的物種。在保護自然生態系統中生物多樣性的戰略中，控制外來物種的數目是項複雜但重要的任務，入侵者有機會造成相當大的經濟和生態破壞。控制外來物種最有希望的做法中是透過遺傳的手段。

### 貨物檢驗及檢疫
檢驗與檢疫最初的動機是為防止農業害蟲，但仍然讓農產品出口。 有套全球標準在1994年商定，包括衛生與植物檢疫措施協議（SPS協議）。這些標準均受世界貿易組織（WTO）的監督。國際海事組織（IMO）則負責監督《國際船舶壓載水和沉積物控制與管理公約》。雖然制定《生物多樣性公約》（CBD）主要是針對普遍性的環境問題，但其中有規定簽訂成員為控制入侵物種而應採取的步驟。CBD是關於入侵物種相關環境後果中最重要的國際協議，大多數此類措施屬於自願性。

### 降低傳播速度
針對水生入侵物種傳播的風險，因消防工作經常會在當地水體取水用於滅火，消防員被要求加強對其裝備、公共供水設備和私人供水設備做淨化的措施。由於斑驢貽貝和斑馬貽貝入侵以及野火恰好同時在美國西部發生，這種預防措施尤其重要。 

### 重建物種
島嶼復育的工作已經擴展為保育生物和生態恢復的做法，其中很大部分與根除入侵物種有關。在2019年所做的一項研究顯示，僅消滅169個島嶼上的入侵動物，地球上9.4%受威脅最嚴重的陸生島嶼脊椎動物的生存前景就可獲得改善。
根除島嶼上的入侵性脊椎動物與聯合國可持續發展目標中的大多數（特別是目標15）與許多相關目標（例如海洋和陸地生物多樣性保育、促進地方和全球夥伴關係、經濟發展、減緩氣候變化、人類健康和衛生以及可持續生產和消費）符合。
捕海豹船和捕鯨船在18世紀將囓齒動物帶到南大西洋上無永久居民的南喬治亞島。這些入侵物種很快就對島上的鳥類種群造成嚴重破壞（吃鳥蛋，並攻擊幼鳥）。南喬治亞島經過多年的滅除工作，在2018年宣布已無入侵囓齒動物。此後鳥類數量有所回升，包括南極鷚和南喬治亞針尾鴨的數量，這兩種鳥類是當地所特有。
美國在過去一個世紀左右所引入會產生問題的疾病，包括栗枝枯病菌，幾乎把美國的栗樹全部消滅。應對措施包括培育抗枯病樹，然後引入。這也顯示引進物種有消極和積極的功效。
對舊金山灣錯綜複雜的生態環境，工程師在20世紀中葉為建設項目而將海灣的許多沼澤和泥灘排乾，環保主義者開始擔心自然棲息地的喪失，而讓政府的態度改變。工程師在20世紀70年代開始，花費更多的經費來堵塞排水溝，以把失去的泥灘、鹽沼和其他濕地恢復。美國陸軍工程兵團開始在重建沼澤地種植一種原產於美國東部的互花米草，這種新草開始與其近親（當地的加州米草）雜交。結果是這種雜交草具有高度具侵略性。會蔓延到沒人希望去的區域，把以前開放的泥灘覆蓋，堵塞渠道，妨礙牡蠣養殖者作業，而最糟糕的是它把價值不菲的景觀破壞，損害高檔海濱不動產的價值。因此當局在十多年前啟動一項耗資數百萬美元的項目，以消除這種來自東部的物種和其雜交品種。但這項目也有缺點 - 海灣中最具代表意義和瀕臨滅絕的鳥類之一，如雞大小且基本上不會飛的利紀維秧雞已部分在新的雜交草叢內定居。雜交草比當地草長得更茂密，冬天不會枯死，能為這種神秘的鳥提供更好的掩護和築巢棲地。在1990年代，利紀維秧雞數目隨著雜交草增加而增加。但這種鳥的數量在2004年之後，無疑是因受根除工作而造成下降。

### 分類單元替代
把非本地物種引進，以填補現已滅絕的本地物種，而去執行生態工程角色。這種做法稱為分類單元替代（taxon substitution）。
在許多島嶼上，由於烏龜滅絕而導致生態系統在種子傳播和植食性動物方面的功能失調。現已滅絕的陸龜曾是模里西斯的近海小島上主要的植食性動物。其中兩個小島在2000年和2007年引入非本地的亞達伯拉象龜，已開始恢復生態平衡。引進的陸龜會傳播幾種本土植物的種子，並會選擇性吃掉入侵植物。預計放牧陸龜方式將取代費時費力的人工除草，引入的陸龜也在繁殖中。

### 食用入侵物種主義
入侵物種是外來，進入棲息地後會破壞當地的生態系統的物種。而食用入侵物種主義（Invasivorism）是項探索食用入侵物種，以控制、減少或消滅其種群的運動。世界各地的廚師已開始找出並使用入侵物種作為替代食材。
美國康乃狄克州紐哈芬的米亞壽司的主廚Bun Lai在2005年創建第一個採用入侵物種的菜單，因在此期間入侵物種尚未商業化生產，菜單中一半的產品是概念性的。而如今的米亞壽司可提供大量的入侵物種，例如乞沙比克灣藍鯰魚、佛羅里達州獅子魚、肯塔基州鰱魚、喬治亞州砲彈水母，以及日本虎杖和牛奶子等入侵植物。
哈佛大學和佛蒙特大學保育生物學家喬·羅曼是瑞秋·卡森環境獎的得獎者，他是名為Eat The Invaders網站的編輯兼負責人，這個網站致力鼓勵人們食用入侵物種，作為解決問題方法中的一種。
懷疑論者指出，一旦外來物種在新的地方紮根，例如原生於印度洋-太平洋海域的獅子魚現在幾乎佔據西大西洋、加勒比海和墨西哥灣水域，根除的機會幾乎全無。批評者認為鼓勵消費會產生意想不到，把有害物種傳播更廣的效果。
支持食用入侵物種主義者認為，人類有能力吃光他們想吃的任何物種，並指出許多動物已被人類捕殺至滅絕，比如加勒比僧海豹和旅鴿。食用入侵物種主義的支持者還指出牙買加因鼓勵食用獅子魚，而把獅子魚數量大幅減少。
近年來，包括珊瑚礁環境教育基金會（Reef Environmental Educational Foundation ）和應用生態學研究所（Institute for Applied Ecology）在內的組織所出版的烹調法和食譜，其中也把入侵物種作為材料。
在中国互联网，也流传着“中国吃货把入侵物种吃到要养殖”的梗，并以克氏原螯虾、非洲牛蛙等为例，但也有许多科普作者对这种观点进行批驳，认为“吃货”的消费仅仅只是助长了相关的养殖业，养殖业再通过养殖逃逸等方式加深入侵物种的入侵。

### 殺蟲劑
殺蟲劑通常用於控制和根除入侵昆蟲。用於對抗入侵植物的除草劑也包括真菌消除劑，藥劑雖然已對引入種群的有效族群大小產生瓶頸效果，但已知一些遺傳變異已產生對真菌消除劑的抗性。研究人員邁耶（Meyer）等人於2010年發現對黑粉菌屬具有抗性的絹麥草(入侵種群)可用作生物防治，而Bruckart等人在2017年發現柔枝莠竹對平臍蠕孢屬（Bipolaris microstegii及B. drechsleri）也具有抗性。研究者進一步顯示部分抗性是由於不規則發芽，而在種子庫中持久存在。 研究人員麥克唐納（MacDonald）等人在2011年，和福勒（Fowler）等人在2013年發現作物與任何不受控制的植物（野生本地植物或入侵植物）相比，另有一個劣勢，即作物會吸收更多的養分。栽種作物時會刻意增加其營養攝入，以增加產量。 任何病原體都會發現入侵植物的內部或表面的環境不如作物般有吸引力，麥克唐納發現肥料通常與入侵與作物營養間的差異無關聯。

## 預測未來入侵物種

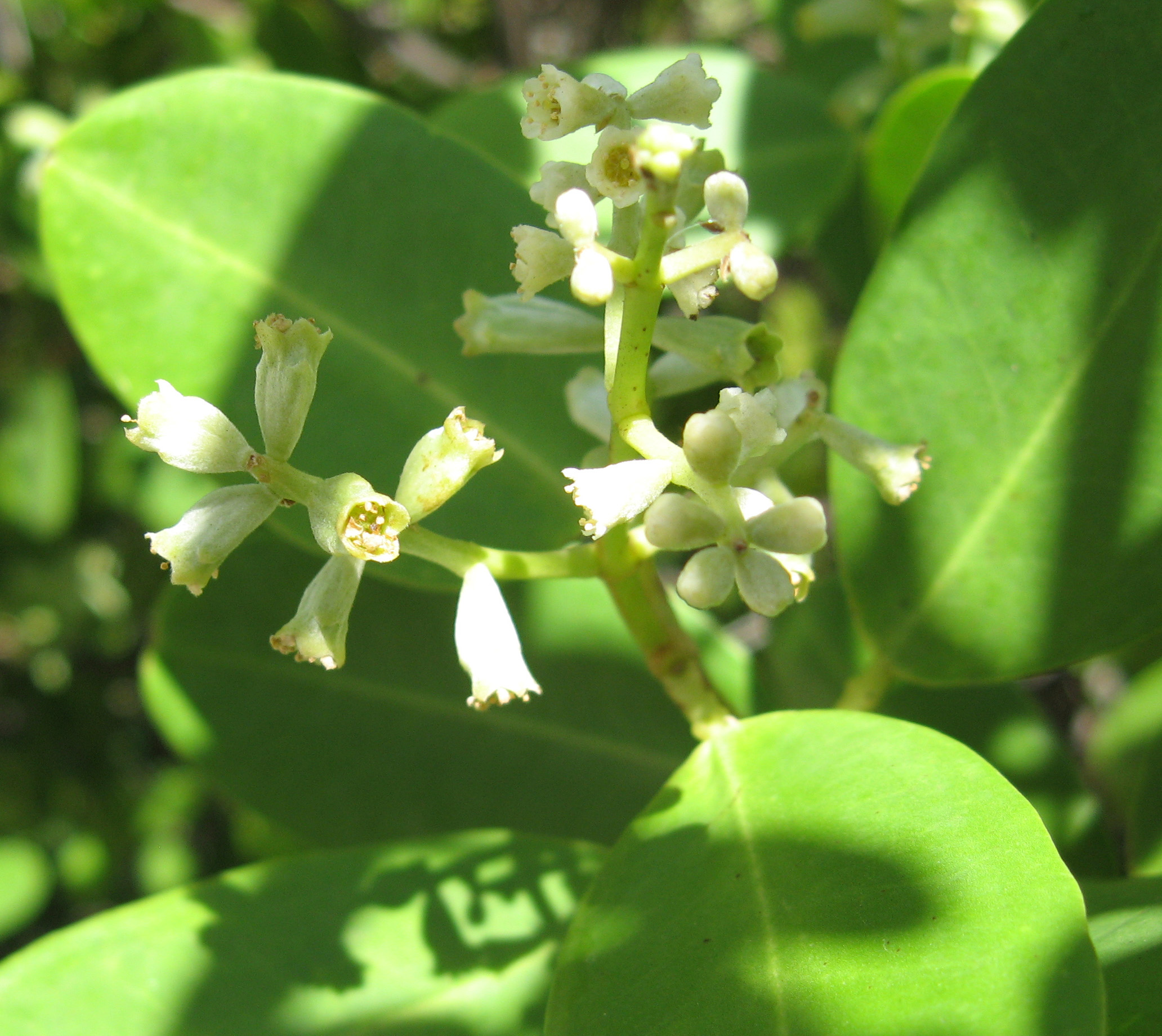
在中国大陆，对叶榄李/拉贡木(Laguncularia racemosa)被认为是具有入侵潜力的红树林植物，它最早作为辅助造林的速生树种引入海南。

為未來的入侵做預測是許多研究人員的優先課題。這種趨勢是因為入侵物種會造成極不利的影響和會持久存在而受到推動。也就是說，由於入侵者會造成重大損害（參見上述“不利影響”）並且一旦它們在新環境立足，幾乎就無法完全根除，因此一致認為最好的做法是透過預測哪些物種會產生大量不利影響，並致力阻止這些物種引入新的環境。

### 預測入侵植物
能準確預測引入非本地植物會產生的影響是種特別有效的管理選項，因為大多數非本地植物物種的引入均為有意的行為。 由於人類對此類引進具有控制力，經仔細預測之後，可將有問題的植物進出口列為非法，予以取締。
絕大多數（估計在66-90%之間）的非本地植物進入新環境後不會產生負面影響。而這些無害的外來物種是園藝行業的重要構件（2019年在美國的銷售額為138億美元）。因此大多數科學家認為完全禁止遷移非本地植物不僅不符現實，而且是過於嚴厲。這也進一步強調準確的預測，並僅對有入侵性的植物做管制的必要性。

#### 針對雜草的風險評估
雜草風險評估是常用在預測特定植物物種，在特定新環境中產生負面影響可能性的工具（有時稱為“有害生物風險分析”，尤其是針對更多分類群而非僅對植物時）。許多此類風險評估採用標準化問卷的形式。在這些情況下，植物檢疫專家將根據有意移入植物在新環境中會造成的風險，為每個問題給予評分。險評估結束時再把分數加總，所得總分與管理措施互為關聯（通常對低風險物種會“允許引入”，對處於低風險和高風險之間的物種做“進一步評估”，對高風險物種則是“不得引入”）。
雜草風險評估通常採用的是有關生理學、生活史特徵、原生物種範圍、和受到評估每個物種間的種系發生學關係。雖然這些類別中的某些種類會與從前的入侵植物有關，但它們是否可對新入侵物種做出有意義的預測，仍是個有爭議的話題。

### 署名
本篇包含參考文獻中的CC-BY-3.0協議文本

### 資料來源
- Derickx, Lisa; Pedro M. Antunes. . Invasive Species Research Institute – Algoma University. 2013: 294. ISBN 978-0-9291-0021-0.
- Baskin, Yvonne. . Island Press. 2003: 377. ISBN 978-1-55963-051-1.
- Burdick, Alan. . Farrar Straus and Giroux. 2006: 336 [2005]. ISBN 978-0-374-53043-3.
- Davis, Mark A. . Oxford University Press. 2009: 243. ISBN 978-0-19-921876-9.
- Elton, Charles S. . University of Chicago Press. 2000: 196 [First published 1958]. ISBN 978-0-226-20638-7.
- Lockwood, Julie; Martha Hoopes; Michael Marchetti. . Blackwell Publishing. 2007: 304 [2006]. ISBN 978-1-4051-1418-9.
- McNeeley, Jeffrey A. . World Conservation Union (IUCN). 2001: 109. ISBN 978-2-8317-0602-3.
- Terrill, Ceiridwen. . University of Arizona Press. 2007: 240. ISBN 978-0-8165-2523-2.
- Van Driesche, Jason; Roy Van Driesche. . Island Press. 2004: 377. ISBN 978-1-55963-758-9.
- Dentinger, Rachel. . The Naked Scientists. 2012-01-17  [July 16, 2013]. （原始内容存档于2013-07-15）.
- Schierenbeck, Kristina A.; Lee, Carol Eunmi; Holt, Robert D. . Evolutionary Applications. February 26, 2010, 3 (2): 96. OCLC 769072511. PMC 3352476 . PMID 25567910. doi:10.1111/j.1752-4571.2010.00123.x.

## 進一步閱讀
- Removing Threat from Invasive Species with Genetic Engineering （页面存档备份，存于）
- Mitchell, Heidi J.; Bartsch, Detlef. . Frontiers in Bioengineering and Biotechnology. 2020-01-21, 7: 454. PMC 6985037 . PMID 32039172. doi:10.3389/fbioe.2019.00454 .
- Should We Fight Invasive Species With Genetic Engineering （页面存档备份，存于）

## 外部連結
- Invasive Plant Terminology （页面存档备份，存于）

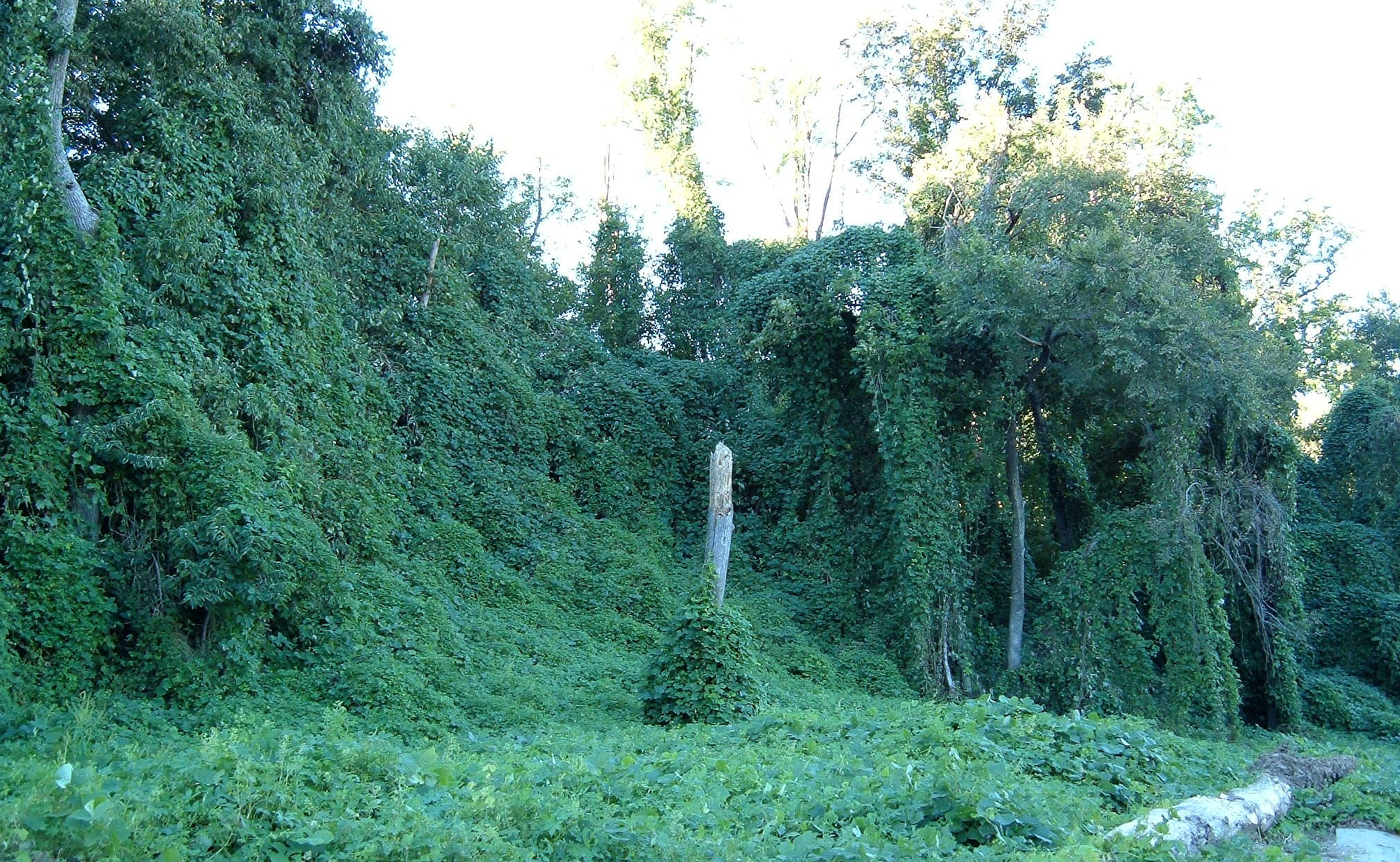
入侵美國東南部的日本藤物葛，廣泛生長於喬治亞州亞特蘭大市，被視為入侵物種。

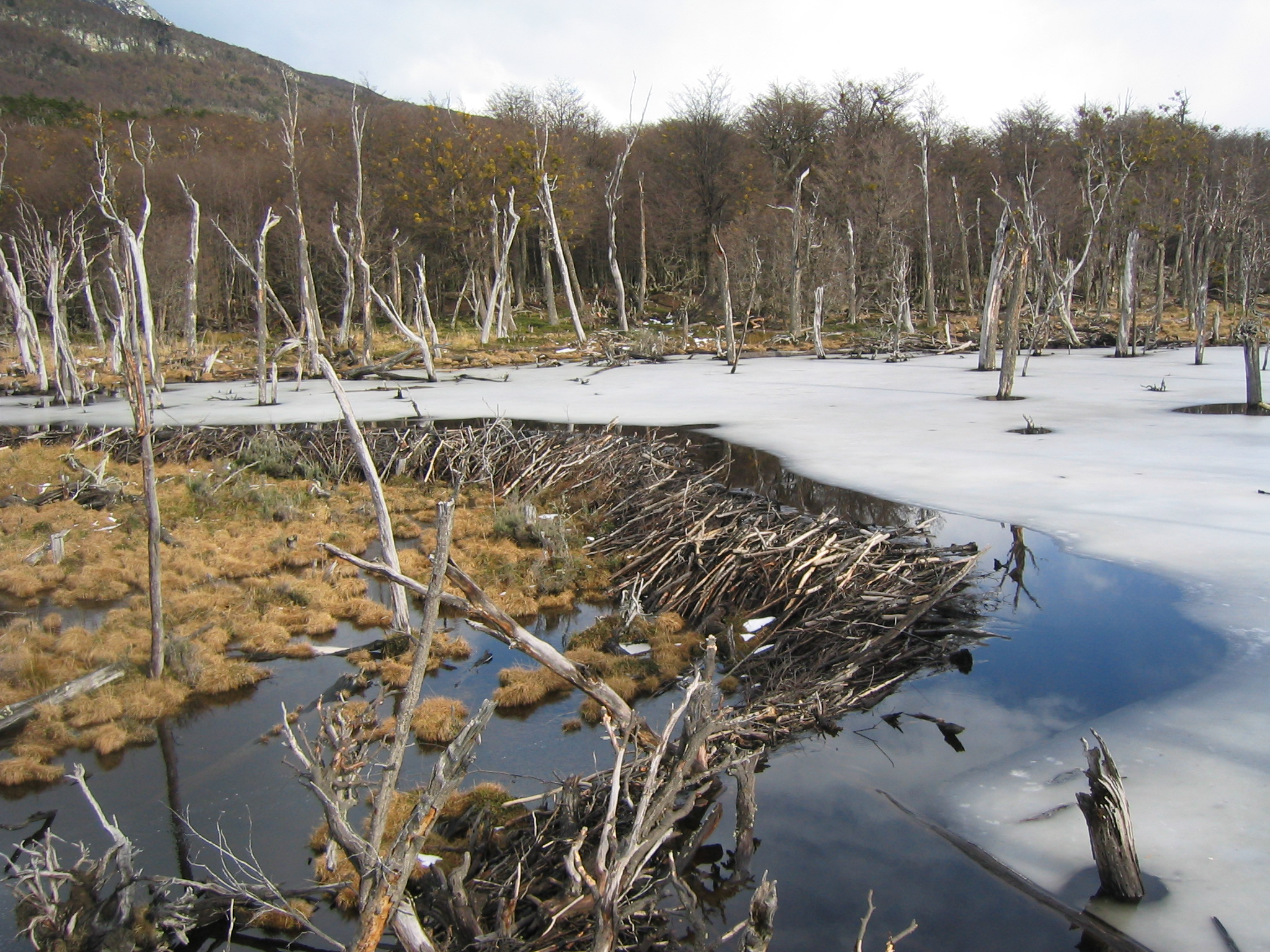
火地群島上由美洲河狸所建的狸壩（參見火地島滅除美洲河狸計畫）。

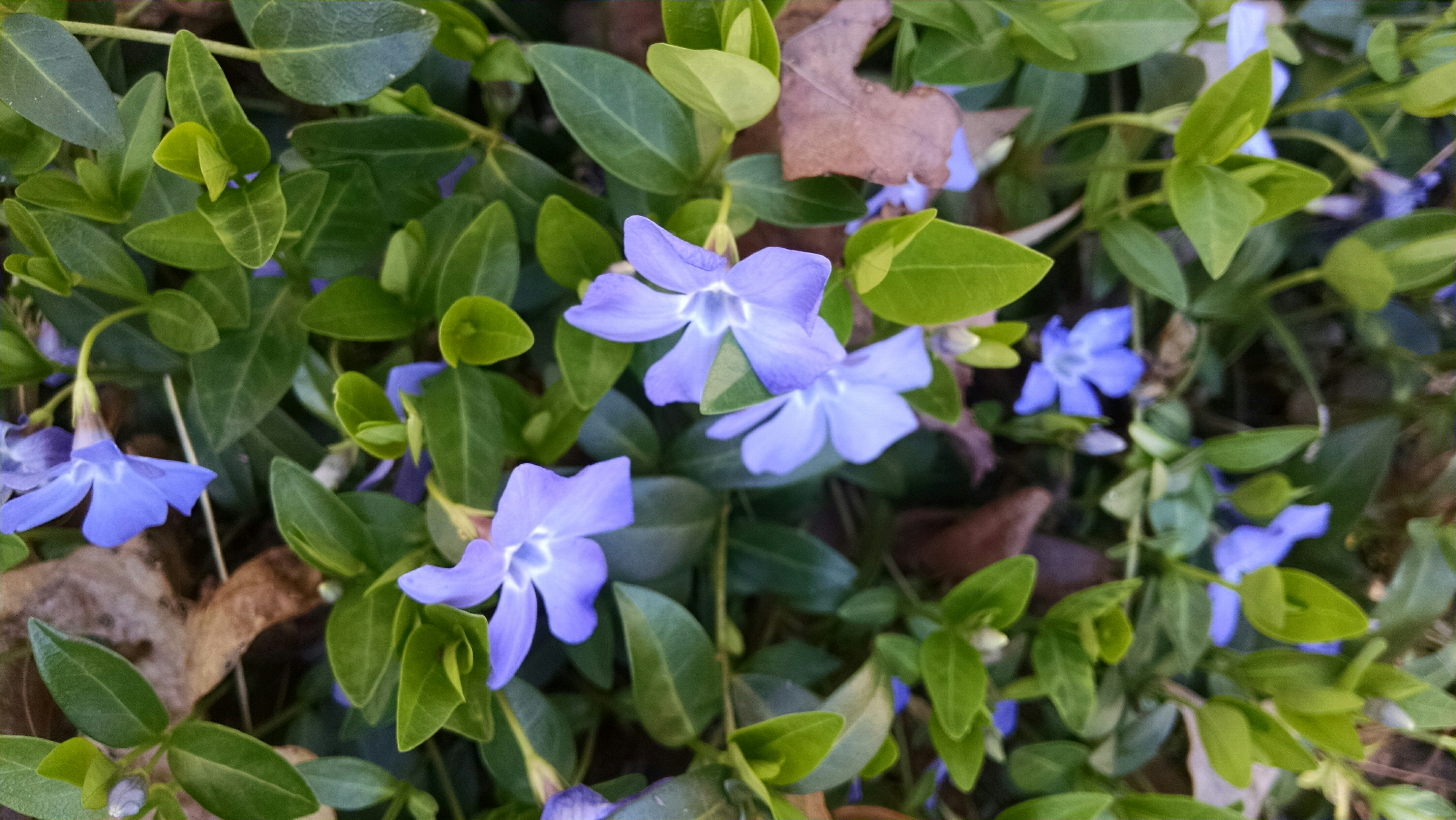
花園中的蔓長春花屬（屬於入侵物種）

- North American Invasive Species Network （页面存档备份，存于）, a consortium that uses a coordinated network to advance science-based understanding and enhance management of non-native, invasive species.
- Great Britain Non-native Species Secretariat (NNNS) website （页面存档备份，存于）
- Invasive Species Compendium （页面存档备份，存于）, an encyclopaedic resource that draws together scientific information on all aspects of invasive species
- Invasive Species （页面存档备份，存于）, National Invasive Species Information Center, United States National Agricultural Library
- Invasive Species Specialist Group – Global Invasive Species Database
- Pacific Island Ecosystems at Risk project (PIER （页面存档备份，存于）)
- invadingspecies.com （页面存档备份，存于） of the Ontario Ministry of Natural Resources and Ontario Federation of Anglers and Hunters
- Aquatic invasive species in Ireland （页面存档备份，存于）, Inland Fisheries Ireland
- Invasive alien species in Belgium （页面存档备份，存于） Belgian Forum on Invasive Species (BFIS)
- "Invasive species" from the Global Legal Information Network Subject Term Index